# Tamias senex
La ardilla rayada de Allen (Tamias senex) es una especie de mamífero roedor esciuromorfo de la familia Sciuridae. Es endémica de los Estados Unidos. Las principales poblaciones están en California, específicamente en los bosques húmedos del norte de California, por los alpes Trinity, los montes Siskiyou y la Sierra Nevada. Las poblaciones que viven tierra adentro, en el continente, hibernan; en cambio, las poblaciones cercanas a las costas se mantienen activas durante todo el año. Tiene un tamaño promedio de 24,8 cm y pesa alrededor de 100 g.